# DR-Baureihe 99.18
Die Dampflokomotiven der Baureihe 99.18 wurden für den Betrieb auf der Feldabahn in Thüringen gebaut. Die Lokomotiven wurden unter den Betriebsnummern 99 181 bis 99 183 in das Nummernschema der Reichsbahn eingereiht.
Die T-40-Nachbauten wurden auf der Feldabahn zusammen mit den älteren Maschinen der Gattung T 33 eingesetzt. Insgesamt wurden drei Maschinen geliefert.
Die Räder der drei mittleren Achsen waren über äußere Kuppelstangen miteinander gekoppelt, die Endachsen (Bauart Luttermöller mit seitlicher Verschiebbarkeit) wurden über innenliegende Zahnräder von den weiter mittig liegenden Achsen angetrieben.
Die Loks verblieben bis 1934 auf der Feldabahn. Nach der Umspurung kamen alle drei Maschinen zur Bahnstrecke Hildburghausen–Lindenau-Friedrichshall. 1944 wurde 99 183 nach Eisfeld verbracht und von dort aus auf der Strecke nach Schönbrunn eingesetzt. Später ging diese zur Spreewaldbahn. Den letzten Einsatz hatte sie 1969 auf der Strecke der ehemaligen Gera-Meuselwitz-Wuitzer Eisenbahn. Die letzten Jahre waren die Zahnräder zu den Endachsen ausgebaut, sie liefen als Laufachse. Die beiden anderen Lokomotiven gelangten 1946 zusammen mit den restlichen Fahrzeugen und dem Gleismaterial der Heldburger Schmalspurbahn als Reparation in die Sowjetunion, wo sich ihre Spur verliert.